# Love Ranch
Love Ranch ist ein US-amerikanisches Filmdrama von Taylor Hackford aus dem Jahr 2010. Er basiert auf der Geschichte des ersten legal geführten Bordells im US-Bundesstaat Nevada. Die Hauptfiguren werden von den Oscar-Preisträgern Helen Mirren und Joe Pesci dargestellt.

## Handlung
Das Ehepaar Grace und Charlie Bontempo betreiben Anfang der 1970er Jahre die „Love Ranch“, das erste legale Bordell im US-Bundesstaat Nevada. Beide sind inzwischen in die Jahre gekommen; ihre Ehe hält bereits seit 22 Jahren. Die ständigen Auseinandersetzungen mit christlichen Konservativen, die eine Schließung des Bordells und ein Verbot derartiger Etablissements erreichen wollen, haben das Paar zusammengeschweißt. Der pfiffige Charlie hat stets neue Ideen, in die Medien zu kommen und Ruhm und Bekanntschaft zu erlangen. Als er eines Tages dem argentinischen Boxer Armando Bruza in einem Casino in Reno hilft, und ihm bei der Begleichung von Spielschulden unter die Arme greift, scheint ein neuer Coup zu winken. Charlie plant, Bruza in Reno einen Aufbaukampf bestreiten zu lassen, durch den dieser für ein Match gegen Muhammad Ali infrage kommen würde. Aus taktischen Gründen lässt Charlie Grace als Managerin von Bruza eintragen.
Während Charlie seine Frau mit den auf der Ranch lebenden Prostituierten betrügt, kommen Armando Bruza und Grace sich langsam näher. An die Stelle der anfänglichen Abneigung gegen den muskelbepackten Südamerikaner tritt ein immer stärker werdendes Interesse an dem deutlich jüngeren Mann, der seinerseits mit südländischem Charme versucht, in der resignierten älteren Dame wieder ein Feuer zu entfachen.
Als Grace von ihrem Hausarzt eine Krebsdiagnose bekommt und erfährt, dass ihr nur noch wenige Monate bleiben, wächst in ihr der Wunsch, diese verbleibende Zeit nicht im grauen Alltag ihrer Ehe zu verbringen, sondern der Anziehung des Boxers nachzugeben. Im Ehebett der Bontempos verbringen beide ihr erstes Schäferstündchen.
Der von Charlie geplante Boxkampf findet tatsächlich statt. Bruza muss schwere Kopftreffer einstecken, bevor er seinen Gegner besiegen kann. Nach dem Kampf lässt er sich von Grace sofort in ein Krankenhaus fahren, wo er in ein künstliches Koma versetzt wird. Vom behandelnden Arzt erfährt Grace, dass Bruza nach einer schweren Schädeloperation eigentlich auf keinen Fall hätte boxen dürfen. Als Bruza aus dem Krankenhaus entlassen wird, beschließen Grace und er, gemeinsam die Ranch zu verlassen und nach Kalifornien zu ziehen.
In der Zwischenzeit hat der in Mafia-Geschäfte verwickelte Charlie von der Liebschaft seiner Frau erfahren. Durch einen Trick gelingt es ihm, den Boxer ein letztes Mal zur Ranch zu locken. Als Charlie und Grace vor dem Tor der Ranch diskutieren, mischt Bruza sich ein, woraufhin Charlie eine Pistole zückt und den Boxer erschießt. Der anwesende Sheriff der Stadt drückt dem toten Boxer schnell eine Pistole in die Hand, um es so aussehen zu lassen, als hätte Charlie in Notwehr gehandelt. Tatsächlich wird Charlie im Mordprozess dann auch freigesprochen, allerdings muss kurze Zeit später das Bordell geschlossen werden, als Grace der Polizei die unsauberen Geschäftsbücher aushändigt und das Ehepaar dafür zu einer Haftstrafe verurteilt wird. Grace sitzt ihre zwei Jahre ab; Charlie kann vor seiner Festnahme nach Brasilien fliehen.
Durch eine neuartige Bestrahlungstherapie lebt Grace deutlich länger weiter, als von ihrem Arzt prognostiziert. Nach ihrer Haftstrafe gründet sie nach den Plänen ihres Mannes, dem sie nie wieder begegnet, eine neue „Love Ranch“, in der auch Frauen arbeiten, die bereits auf der alten Ranch tätig waren.

## Historische Vorbilder
Als historische Vorbilder der etwas bearbeiteten Geschichte dienten Joe und Sally Conforte, Betreiber der Mustang Ranch in Reno. In der Nähe dieser Ranch wurde die Schlussszene des Filmes Der große Coup gedreht; der Besitzer Joe Conforte tritt in jenem Film in einem Cameo als er selbst auf.
Sally Confortes Liebhaber war der später weltbekannte argentinische Boxer Óscar Bonavena, welcher tatsächlich gegen Muhammad Ali boxte.

## Deutsche Produktion
Die deutsche Fassung wurde von TV+Synchron Berlin produziert.

## Kritik
„Ein in der detaillierten Ausstattung ganz dem Retro-Look verpflichtetes Sittengemälde als Abgesang auf eine Epoche, dem es allerdings an Aussagekraft mangelt. Die Darsteller werden nur wenig gefordert.“